# Йоанис Сармас
Йоа̀нис Сарма̀с (на гръцки: Ιωάννης Σαρμάς) е гръцки юрист.

## Биография
Роден е на 21 март 1957 година на остров Кос. През 1979 година завършва право в Атинския университет, а през 1985 година защитава докторат в Университета „Париж-Пантеон-Асас“. От 1987 година работи в Държавния съвет, а от 1993 година – в Сметната палата, която оглавява през 2019 година.
От 25 май до 26 юни 2023 година е министър-председател, начело на служебно правителство, назначено от президента Катерина Сакеларопулу.